# اژدهاماهی پولک‌دار
اژدهاماهی پولک‌دار (نام علمی: Stomias boa boa) نام یک زیرگونه از تیره لق‌دهانان است.